# Siemion Ignatjew
Siemion Dienisowicz Ignatjew (ros. Семён Денисович Игна́тьев, ur. 1 września?/14 września 1904 we wsi Karliwka w guberni chersońskiej, zm. 27 listopada 1983 w Moskwie) – wysoki funkcjonariusz radzieckiej służby bezpieczeństwa i wywiadu, szef Ministerstwa Bezpieczeństwa Państwowego (MGB) w latach 1951–1953.

## Życiorys
W latach 1914–1919 pracował w fabryce bawełny w Termezie, od 1919 w Komsomole, od I do XII 1920 w Armii Czerwonej. W okresie XII 1920 – IX 1921 pomocnik kierownika Oddziału Propagandy Wydziału Politycznego Bucharskiej Grupy Wojsk Frontu Turkiestańskiego, w latach 1922-1923 zastępca kierownika Wydziału Organizacyjnego KC Komunistycznego Związku Młodzieży Turkiestanu, od 1923 przedstawiciel KC KZM Turkiestanu w Środkowoazjatyckim Biurze Centralnej Rady Związków Zawodowych, później zajmował kierownicze stanowiska w radach związków zawodowych w republikach środkowoazjatyckich. Od 1926 w WKP(b). W latach 1935–1937 pomocnik kierownika Wydziału Przemysłu KC WKP(b), 1937–1938 p.o. I sekretarza, a 1938-1943 I sekretarz Buriacko-Mongolskiego Obwodowego Komitetu WKP(b), w okresie 21 III 1939 – 5 X 1952 członek Centralnej Komisji Rewizyjnej WKP(b), II 1943 – IV 1946 I sekretarz Baszkirskiego Obwodowego Komitetu WKP(b), IV – VIII 1946 w KC WKP(b), 2 VIII 1946 – 27 II 1947 zastępca naczelnika Wydziału ds. Weryfikacji Organów Partyjnych KC WKP(b), VIII 1946 – III 1947 członek kolegium redakcyjnego pisma „Życie Partii”, od 1946 członek Rady ds. Kołchozów przy Radzie Ministrów ZSRR. W okresie 7 III 1947 – 16 III 1948 sekretarz KC KP(b)B ds. gospodarki rolnej, 16 III 1948 – 15 II 1949 II sekretarz KC KP(b)B, 28 I – 28 III 1949 sekretarz Środkowoazjatyckiego Biura KC WKP(b), 28 III 1949 – 30 XII 1950 pełnomocnik KC WKP(b) w Uzbeckiej SRR. 30 XII 1950 – 16 II 1952 kierownik Wydziału Partyjnych, Związkowych i Komsomolskich Organów KC WKP(b). Od 9 VIII 1952 do 5 III 1953 minister bezpieczeństwa państwowego ZSRR. 23 V 1952 – 11 III 1953 p.o. kierownika Zarządu Ochrony MGB ZSRR. W okresie 14 X 1952 – 28 IV 1953 i ponownie 7 VII 1953 – 17 X 1961 członek KC KPZR. W okresie 16 X 1952 – 5 III 1953 członek Prezydium KC KPZR, 5 III - 6 IV 1953 sekretarz KC KPZR. XII 1953 – 14 VI 1957 ponownie I sekretarz obwodowego komitetu partyjnego w Baszkirii, 6 VI 1957 – 28 X 1960 I sekretarz Tatarskiego Komitetu Obwodowego KPZR, potem na emeryturze.

## Odznaczenia
- Order Lenina (czterokrotnie – 29 lutego 1940, 23 marca 1944, 30 grudnia 1948 i 11 stycznia 1957)
- Order Rewolucji Październikowej (13 września 1974)
- Order Wojny Ojczyźnianej I klasy (2 lipca 1945)
- Order Czerwonego Sztandaru Pracy (30 grudnia 1943)